# 大聖寺の時鐘堂

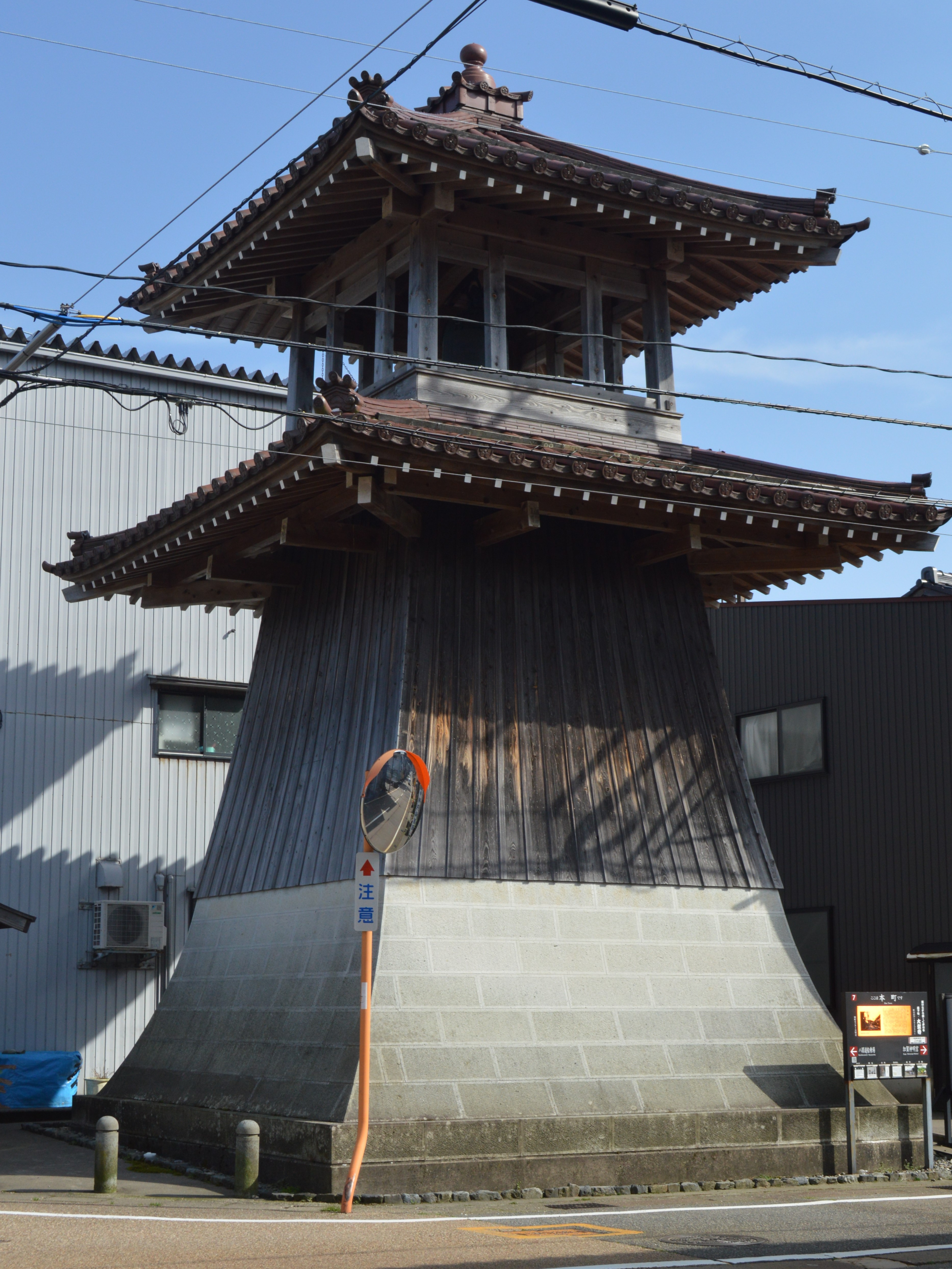
大聖寺の時鐘堂

大聖寺の時鐘堂（だいしょうじのじしょうどう）は、石川県加賀市大聖寺本町にある鐘楼。

## 歴史

### 初代

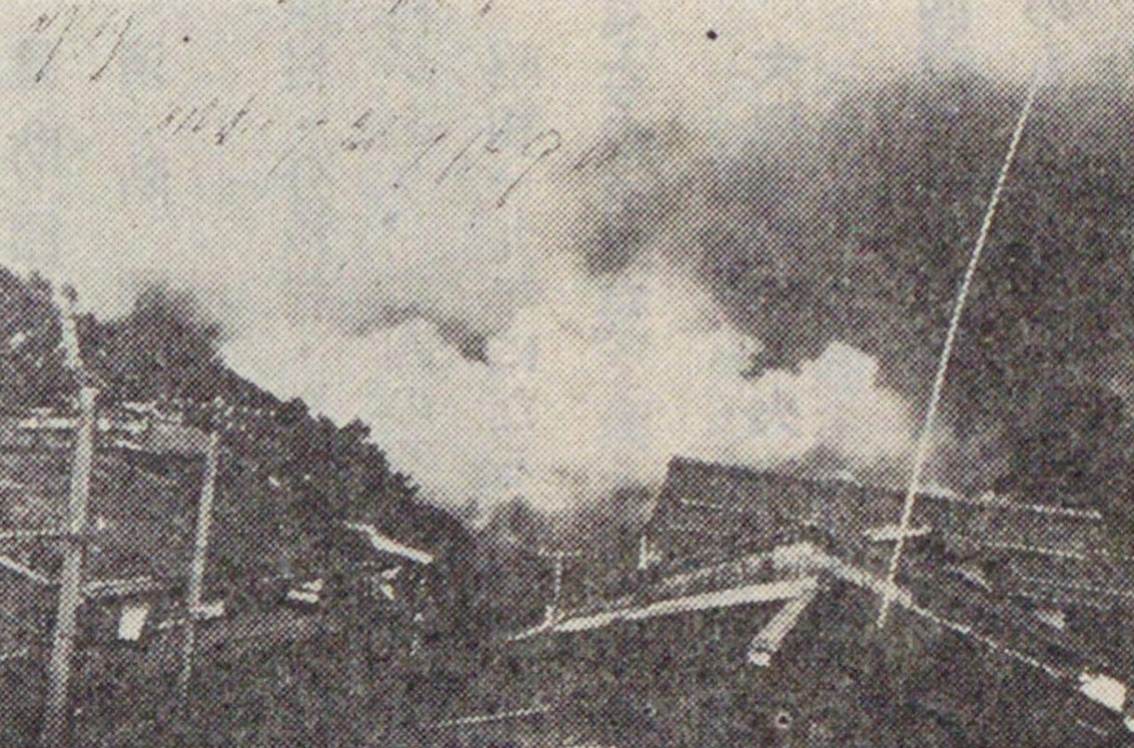
1934年の大聖寺大火

江戸時代の大聖寺は加賀藩の支藩である大聖寺藩10万石の城下町だった。大聖寺藩2代藩主の前田利明によって、寛文7年（1667年）4月に初代の時鐘堂（鐘楼）が鋳造され、7月17日に撞初式が行われた。加賀藩においてはまず承応元年（1652年）に金沢城下に時鐘が設置され、その後小松、大聖寺、富山（支藩の富山藩）にも設置されている。
当時の奉行は山田久左衛門であり、冶工は鳥居宗久である。大聖寺藩士で儒学者でもあった河野通英が銘文を担っている。なお、大聖寺の実性院の鐘楼もこの際に完成している。初代の時鐘堂は3.6メートル四方であり、高さは5.7mあった。
当初は大聖寺の本町にあったが、1883年（明治16年）の火災後に移設された。1934年（昭和9年）9月9日の大聖寺大火では時鐘堂も焼失し、その後長らく再建されなかった。

### 2代目
現在の時鐘堂は2003年（平成15年）に再建された2代目である。NPO法人歴町センター大聖寺が主導し、約4000万円が投じられて再建された。2002年（平成14年）4月に着工し、2003年（平成15年）4月20日に竣工式が行われた。

## 建築
宝形の重層屋根を有し、本瓦葺である。下層部は袴腰（板張）であり、基礎部は石積みである。